# Peter Bistrup Pokalen
Peter Bistrup Pokalen er en pokal som indstiftedes til at æres Peter Bistrups minde, den deles fra 2009 årligt ud til vinderen af DM lang cross for kvinder.

## Tidligere vindere
- 2015: Sara Sig Møller Sparta Atletik
- 2014: Simone Glad Odense Atletik/OGF
- 2013: Simone Glad Odense Atletik/OGF
- 2012: Anna Holm Baumeister Viking Atletik
- 2011: Maria Sig Møller AGF Atletik
- 2010: Nanna Bagger Skive AM
- 2009: Maria Sig Møller AGF Atletik